# Ross Rennie
Pour les articles homonymes, voir Ross et Rennie.
Pas d'image ? Cliquez ici

a Compétitions nationales et continentales officielles uniquement.

b Matchs officiels uniquement.
Dernière mise à jour le 20 avril 2016.
Ross Michael Rennie, né le 29 mars 1986 en Édimbourg, est un joueur de rugby à XV qui joue avec l'équipe d'Écosse et actuellement en club avec Bristol Rugby, comme troisième ligne aile.

## Biographie
Ross Rennie dispute son premier match en sélection nationale le 23 février 2008 contre l'Irlande. Le 22 août 2011, il est retenu dans la liste des trente joueurs sélectionnés par Andy Robinson pour disputer la coupe du monde.
Il met un terme à sa carrière en janvier 2015 en raison d'un problème neurologique.

## Statistiques
Ross Rennie obtient vingt capes, dont onze en tant que titulaire, avec l'Écosse, entre le 23 février 2008 contre l'Irlande et le 11 novembre 2012 contre la Nouvelle-Zélande.
Il participe à une édition de la Coupe du monde, en 2011. Il dispute trois rencontres, contre la Roumanie, la Géorgie et l'Angleterre.
Il participe à trois éditions du tournoi des Six Nations, en 2008, 2011 et 2012. Il dispute huit rencontres, dont cinq en tant que titulaire.